# 相良守峯
相良 守峯（さがら もりお、1895年（明治28年）4月14日 - 1989年（平成元年）10月16日）は、日本の独文学者。

## 人物
東京大学名誉教授、鶴岡市名誉市民（第一号）、勲二等瑞宝章受章、文化勲章受章。贈従三位（没時叙位）、贈勲一等瑞宝章（没時陞叙）。山形県鶴岡市出身。幼名は鈇太郎（おのたろう）だったが、鉄太郎（てつたろう）と間違えられることが多かったため、数え23歳の年の瀬に郡長の許可を得て守峯と改めた（『茫々わが歳月』p.7）。
木村謹治とともに編纂した独和辞典は「キムラ・サガラ」と呼ばれた。
大独和辞典の編纂やゲーテの研究等でも有名。日本独文学会の創設に貢献した。

## 略歴
- 相良守一の長男として鶴岡市若葉町に生まれる。縁戚に清河八郎、齋藤磯雄がいる（『茫々わが歳月』p.285）。
- 1913年（大正2年） - 荘内中学校（現・山形県立鶴岡南高等学校）卒業
- 1917年（大正6年） - 第四高等学校 (旧制)卒業
- 1919年　坪田譲治、亀尾英四郎らと『地上の子』を発刊。
- 1921年（大正10年） - 東京帝国大学文学部ドイツ文学科卒業、早稲田大学理工科講師
- 1922年（大正11年） - 水戸高等学校 (旧制)教授
- 1924年（大正13年） - 第一高等学校 (旧制)教授
- 1930年（昭和5年） - 文部省在外研究員としてドイツ・イタリア・アメリカに留学
- 1933年（昭和8年） - 東京帝国大学助教授
- 1940年（昭和15年） - 「木村・相良独和辞典」刊行。
- 1945年（昭和20年）11月7日 -「独逸中世叙事詩研究」で東京帝大文学博士
- 1947年（昭和22年） - 東京大学教授、日本独文学会理事長
- 1956年（昭和31年） - 定年退官、慶應義塾大学教授
- 1958年（昭和33年） - 日本ゲーテ協会を再建し会長。
- 1969年（昭和44年） -京都外国語大学教授
- 1976年（昭和51年） - 京都外大退職
- 1989年 享年94で死去。鶴岡市禅龍寺に葬られた。(川崎市春秋苑にも墓碑がある)。戒名は、無聖院殿廓然守峰大居士。

## 栄典・称号
位階
- 1922年（大正11年）4月20日 - 従七位[1]
- 1923年（大正12年）12月28日 - 正七位[2]
- 1926年（大正15年）4月15日 - 従六位[3]
- 1928年（昭和3年）8月15日 - 正六位[4]
- 1931年（昭和6年）3月16日 - 従五位[5]
- 1936年（昭和11年）4月1日 - 正五位[6]
- 1941年（昭和16年）5月1日 - 従四位[7]
- 1989年（平成元年）10月16日 - 従三位

勲章等
- 1934年（昭和9年）4月5日 - 勲六等瑞宝章[8]
- 1938年（昭和13年）4月6日 - 勲五等瑞宝章[9]
- 1940年（昭和15年）8月15日 - 紀元二千六百年祝典記念章[10]
- 1944年（昭和19年）4月12日 - 勲四等瑞宝章[11]
- 1955年（昭和30年） - ドイツ連邦共和国功労勲章大功労十字章
- 1968年（昭和43年） - 文化功労者
- 1969年（昭和44年） -鶴岡市名誉市民（第1号）
- 1985年（昭和60年） - 文化勲章
- 1989年（平成元年）10月16日 - 勲一等瑞宝章

## 親族
- 曾祖父：相良守富 - 庄内藩士
- 伯祖父：相良守均 - 庄内藩士
- 祖父：相良守典 - 庄内藩士、官吏
- 父：相良守一
- 岳父：上野金太郎 - 薬学博士[12]
- 妻：紀 - 上野金太郎の三女[13]
- 弟：相良守次 - 心理学者
- 孫：相良陽一郎 - 心理学者、千葉商大教授
- 姪の長男の岳父：沼野井春雄 - 生物学者、東大教授（『茫々わが歳月』p.302）
- 女婿　鵜川義之助（1918-2000）ドイツ文学者、大阪大学教授を務めた。

## 著書
- 『中高獨逸文典綱要』郁文堂 1935
- 『ドイツ文章論 歴史的・心理的把握』岩波書店、1941
- 『独逸人のこころ』白水社 1941
- 『ワーグナーの思想と芸術』育生社 1948
- 『ドイツ中世叙事詩研究』富士出版 1948
- 『ドイツ語基礎教本 第2』研究社出版 1949
- 『ゲーテ事典』河出書房 1950
- 『ドイツ語学概論』研究社出版 1950
- 『ドイツ文法』岩波書店 1951
- 『中高ドイツ文法』南江堂 1954
- 『ドイツ文学史』全3巻 角川書店 1954-62
- 『和独』三修社 1957
- 『叙事詩の世界 民族の歴史と英雄たち』講談社現代新書 1968
- 『ドイツ文化と人間像』三修社 1972
- 『茫々わが歳月』郁文堂 1978

### 編著
- 『独和辞典』木村謹治共編 好文館 1948
- 『大独和辞典』博友社 1958

### 翻訳
- ハインリヒ・フォン・クライスト『聖ドミンゴの婚約』越山堂書店 1922
- ヘルマン・ズーダーマン『憂愁夫人 フラウ・ゾルゲ』春陽堂 1924、のち岩波文庫
- フランツ・グリルパルツェル『金羊皮 三部劇詩』岩波書店 1926
- シルレル『マリア・スチュアルト』岩波書店、1928
- ハインリヒ・ヤーコプ『ジャクリーヌと日本人』岩波文庫、1935
- マックス・ミュラー『独逸人の愛』太陽出版社 1944
- ヘルマン・ヘッセ『童心』雄山閣 1946
- 『グリム傑作童話集』羽田書店 1946-48
- ゲーテ『伊太利紀行』岩波文庫 1948-50。「イタリア紀行」改版1960
- ゲーテ『美しき魂の告白』羽田書店 1948
- 『イタリアの旅 ゲーテ全集』育生社 1948
- フリードリヒ・シラー『メッシーナの花嫁』岩波文庫 1950
- ゲーテ『ファウスト』思索社 1950、のち岩波文庫
- ヤコブ・グリム/ウィルヘルム・グリム『グリム童話選』岩波少年文庫 1951-52
- クライスト『O侯爵夫人』岩波文庫 1951
- ヘルマン・ヘツセ『デーミアン』三笠書房 1952
- ヘッセ『漂泊の魂(クヌルプ)』岩波文庫 1952
- アルトゥル・シュニッツラー『花束・ギリシァの踊子』高橋健二共訳 新潮文庫 1952
- アグネス・ザッパー『愛の一家』三笠書房 1955
- 『ニーベルンゲンの歌』岩波文庫 1955
- エルンスト・ユンガー『大理石の断崖の上で』岩波書店 1955

## 参考資料
- 『庄内人名辞典』 大瀬欽哉（代表編者） 致道博物館内「庄内人名辞典刊行会」（発行） 1986年（昭和61年）